# POU2AF1
POU2AF1‏ (POU class 2 associating factor 1) هوَ بروتين يُشَفر بواسطة جين POU2AF1 في الإنسان.